# Терново
Терно́во — село в Україні, в Закарпатській області, Тячівському районі. Населення становить 4302 осіб (2001 р). Входить до складу Нересницької сільської громади.

## Географія
Терново розташоване за 20 км від районного центру — міста Тячева і за 7 км від селища Тересви, у мальовничій долині річки Тересви. Зі сходу до села підступають круті заліснені пагорби, заввишки 450—500 м, із заходу село обмежене річкою. Терново цікаве тим, що має багато вузьких покручених вуличок — своєрідний лабіринт, у якому незнайомець може навіть заблукати.

## Населення

### Мова
Розподіл населення за рідною мовою за даними перепису 2001 року:
| Мова            | Кількість | Відсоток |
| --------------- | --------- | -------- |
| українська      | 4246      | 98.70%   |
| російська       | 51        | 1.19%    |
| румунська       | 3         | 0.07%    |
| білоруська      | 1         | 0.02%    |
| інші/не вказали | 1         | 0.02%    |
| Усього          | 4302      | 100%     |

## Історія
Село вперше згадується 1404 р (за іншими джерелами 1494 р). Колись тут примітивним способом добували сіль. У 1910 в Терновому проживало 3093 особи, серед яких було 2153 русини, 879 німців, 57 угорців. На початку XX століття статус поселення був підвищений до торгового містечка (нім. Marktgemeinde, угор. Nagyközség). 
До 1999 року через село проходила вузькоколійна залізниця Тересва — Усть-Чорна. Залізницею курсували пасажирські й товарні вагони. Нині залізниця не діє, колія розібрана.

## Релігія

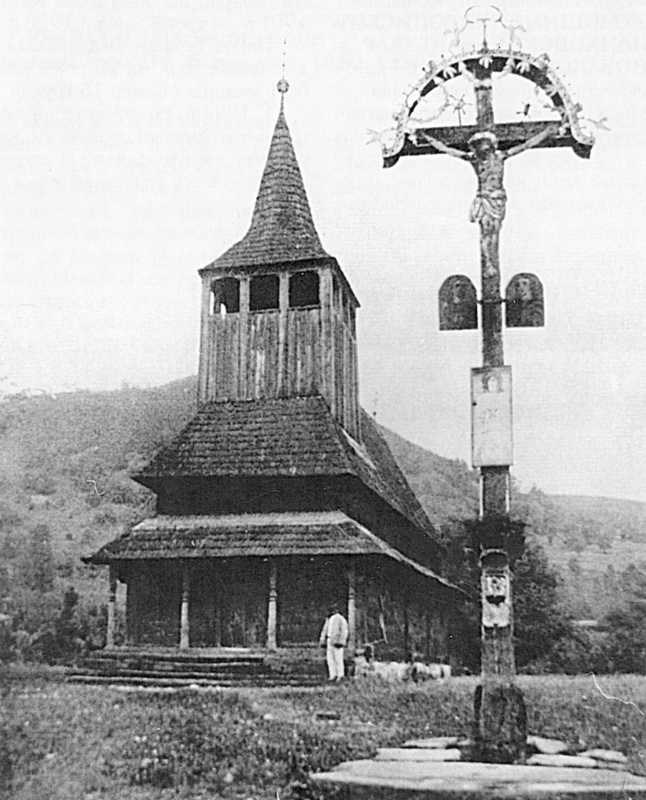
Церква Св. Миколи Чудотворця. Фото поч. XX ст.

храм Св. Миколи Чудотворця, згадується 1731 р. Однойменна церква — 1801 р. побудови, яка була розібрана 1927 р. 
збудована з дуба в 1731 p., згадана в єпископській візитації за 1751 p., як “дерев'яна з вежою, шинґлями покрита, добра, благословенна от еппа Чумальовського. Образами всі-ми порядочно украшена”.
У 1801 p. сказано, що “церков нова дерев'яна от ерара будована…” Зображення церкви залишилося завдяки Б. Вавроушку, який встиг її сфотографувати в 1927 р. Того ж року церкву розібрали, а на іншому місці було споруджено нову муровану церкву, проєкт якої виконав ужгородський архітектор Е. Еґреші в 1929 р. 
Сучасний храм Св. Трійці збудовано 1930 року. 
В 1927 році церкву св.Миколи розібрали, а на іншому місці було споруджено нову муровану церкву, проєкт якої виконав ужгородський архітектор Е. Еґреші в 1929 р. Споруда досить еклектична, але засвідчує чи не єдину в XX ст. спробу поєднати центричний храм, що має у плані грецький хрест, та традиційні для Мараморощини готичні шпилі. Конструкція дахів подібна до конструкції даху розібраної православної церкви в сусідній Кривій, що наштовхує на думку про спільного автора.
У пошуках форми Е. Еґреші відштовхувався від дерев’яних церков долини Тересви, що відображено на перших малюнках, але церкву збудували з цегли на основі залізобетонного каркасу.
Основні будівельні роботи здійснили впродовж 1930 р. Розробляли кошториси ужгородські будівельники Людвиг Чонґар та Самуель Штерн, але основну роботу, очевидно, виконав майстер Янош Кладек з Кошиць (Словаччина). Вартість робіт становила 198 тисяч чехословацьких корон. Дерев’яними є лише склепіння та конструкції веж. Перші ікони намалював монах Доримедонт. Ікони до нового іконостаса намалював Василь Кризина, а настінне малювання виконав у 1988 – 1989 роках Іван Фанта.
Біля церкви стоїть дерев’яна каркасна шестигранна, суцільно оббита бляхою дзвіниця з трьома дзвонами, відлитими у Пряшеві для православної громади. На дзвоні 1928 р. зазначено дзвоноливарню – “Гедеон а Пекарік”, малий дзвін 1930 р. містить імена членів православного церковного комітету: голова Павло Рошканюк, Іван Блешинець, дяк Михайло Лавришин, Йосип Блешинець та Петро Костевич.
Коли в 1949 р. греко-католицького пароха Антона Романа ув’язнили, комуністична влада вирішила закрити церкву як недіючу. Люди звернулися до православного священика монаха Доримедонта, що служив у дерев’яній церкві св. Петра і Павла, збудованій у 1925 p., з проханням перейти у храм Св. Трійці і врятувати його. Нарешті о. Доримедонт погодився і церква стала православною, а дерев’яну православну розібрали на початку 1960-х.
У 1997 р. єпископ І. Семедій освятив наріжний камінь під спорудження нової греко-католицької церкви Царя Христа.
Стараннями вірників упродовж року закупили матеріали і звели стіни нового великого храму. 2009 року, за фундації о. Петра  Креніцького, розпочалися роботи з розпису храму. Іконописець - Василь Романів (м. Хуст), проект та орнаментальне оздоблення - Цуп Андрій (м. Тернопіль), орнаментальне оздоблення Фізер Андрій (м. Долина). Завершився розпис у 2011 року.

## Туристичні місця
- Діє Іллінський чоловічий монастир - Терново-Пішогора
- В селі є пам'ятник загиблим, краєзнавчий музей.
- храм Св. Миколи Чудотворця
- храм Св. Трійці збудовано 1930 року.